# Sacrement de mariage

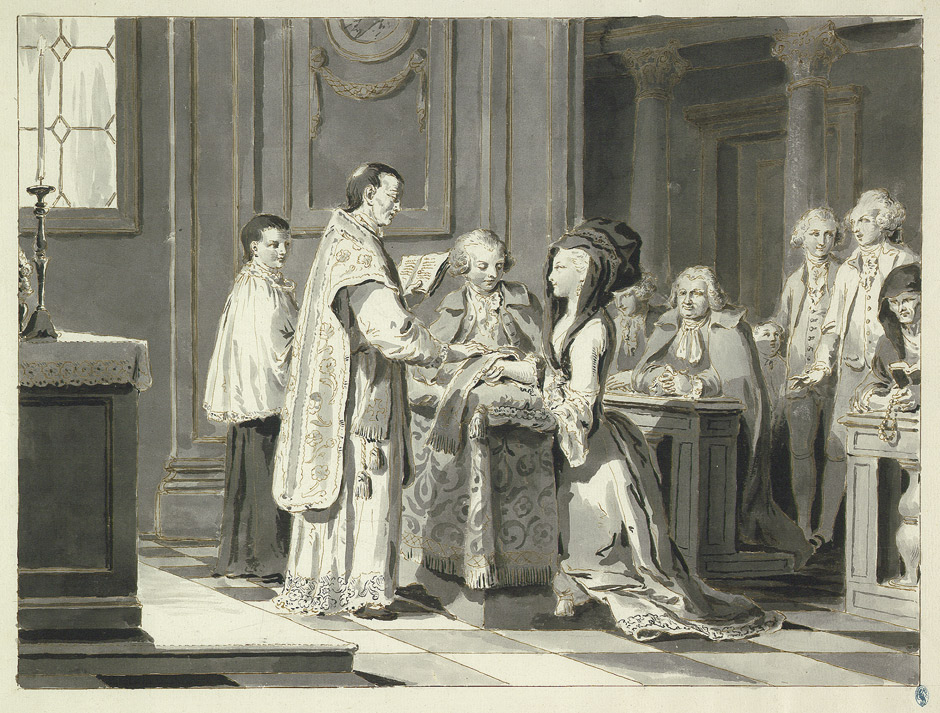
Le sacrement du mariage, Pietro Antonio Novelli, 1779.

Le sacrement de mariage est l'un des sept sacrements de l'Église catholique et de l'Église orthodoxe. C'est un « rite sacramental » dans l'Église anglicane.

## Histoire du sacrement de mariage
Le mariage apparaît pour la première fois comme l'un des sacrements, à côté de l'eucharistie, de la pénitence et du baptême, dans un décret du pape Lucien III contre les hérétiques, en 1184. Son décret, lu sans doute au concile de Vérone, sera reproduit dans plusieurs collections canoniques et suivi d'autres professions de foi similaires. Les décrétales de Grégoire IX, en 1234, consacrent cette intégration du mariage aux sept sacrements de l'Église.
Au concile de Trente (1563), on affirme que la procréation n'est pas l'unique fin du mariage et qu'elle prend place à côté de la réjouissance mutuelle. La cérémonie religieuse devient obligatoire, les époux donnant leur libre consentement devant un prêtre. Cependant, le prêtre n'est que témoin ; ce sont les époux qui s'administrent mutuellement le sacrement du mariage. 
Vers 1880, triomphe le mariage d'amour et non plus de raison, avec choix mutuel du conjoint.
En 1991 est publiée la dernière édition latine de référence (Editio typica) pour le sacrement du mariage selon le rite réformé à la suite de Vatican II,.

## Catholicisme romain

### Définition
La définition que donne l'Église catholique au sacrement de mariage est la suivante :
« L'alliance matrimoniale, par laquelle un homme et une femme constituent entre eux une communauté de toute la vie, ordonnée par son caractère naturel au bien des conjoints ainsi qu'à la génération et à l'éducation des enfants, a été élevée entre baptisés par le Christ Seigneur à la dignité de sacrement ».
L'Église catholique romaine considère que le mariage fait partie du dessein de Dieu. L'Écriture Sainte s'ouvre en effet sur la création de l'homme et de la femme à l'image et à la ressemblance de Dieu :
« Dieu dit : Faisons l'Homme à notre image, comme notre ressemblance, et qu'ils dominent sur les poissons de la mer, les oiseaux du ciel, les bestiaux, toutes les bêtes sauvages et toutes les bestioles qui rampent sur la terre. Dieu créa l'Homme à son image, à l'image de Dieu il le créa, homme et femme il les créa. »

### Le mariage dans le dessein de Dieu
L'Écriture Sainte s'ouvre sur la création de l'homme et de la femme à l'image et à la ressemblance de Dieu (Gn 1,26-27), et s'achève sur la vision des « noces de l'Agneau » (Ap 19,7-9). D'un bout à l'autre, l'Écriture parle du mariage et de son « mystère », de son institution et du sens que Dieu lui a donné, de son origine et de sa fin, de ses réalisations diverses tout au long de l'histoire du salut, de ses difficultés issues du péché et de son renouvellement dans le Seigneur (1Co 7,39).
Saint Paul voit dans le mariage le mystère de l'alliance nouvelle du Christ et de l'Église :
« Voici donc que l'homme quittera son père et sa mère pour s'attacher à sa femme, et les deux ne feront qu'une seule chair : ce mystère est de grande portée ; je veux dire qu'il s'applique au Christ et à l'Église. »
Au seuil de sa vie publique, Jésus opère son premier signe - à la demande de sa mère - lors d'une fête de mariage. L'Église accorde une grande importance à la présence de Jésus aux Noces de Cana. Elle y voit la confirmation de la bonté du mariage et l'annonce que le mariage sera un signe efficace de la présence du Christ.

### Unité et indissolubilité du mariage
L'amour des époux exige, par sa nature même, l'unité et l'indissolubilité de leur communauté de personnes qui englobe toute leur vie.
L'unité du mariage est explicitée dès la Genèse :
C'est pourquoi l'homme quitte son père et sa mère et s'attache à sa femme, et ils deviennent une seule chair.
À l'exigence d'unité, le Christ ajoute une exigence d'indissolubilité, comme cela est stipulé dans l'Évangile selon Matthieu :
« Des pharisiens s'approchèrent de lui et lui dirent, pour le mettre à l'épreuve : « Est-il permis de répudier sa femme pour n'importe quel motif ? » Il répondit : « N'avez-vous pas lu que le Créateur, dès l'origine, les fit homme et femme, et qu'il a dit : Ainsi donc l'homme quittera son père et sa mère pour s'attacher à sa femme, et les deux ne feront qu'une seule chair ? Ainsi ils ne sont plus deux, mais une seule chair. Eh bien ! Ce que Dieu a uni, l'homme ne doit point le séparer. » « Pourquoi donc, lui disent-ils, Moïse a-t-il prescrit de donner un acte de divorce quand on répudie ? » « C'est, leur dit-il, en raison de votre dureté de cœur que Moïse vous a permis de répudier vos femmes ; mais dès l'origine il n'en fut pas ainsi. Or je vous le dis : quiconque répudie sa femme – pas pour "prostitution" - et en épouse une autre, commet un adultère. » »
L'apôtre Paul proclame l'indissolubilité du mariage dans la Première épître aux Corinthiens (1Co 7,10-11).

### Encycliques
Les encycliques suivantes abordent la question du mariage :
- Arcanum Divinæ de Léon XIII (1880), entièrement consacrée au mariage ;
- Casti Connubii de Pie XI (1930), sur le sacrement de mariage et la chasteté de l'union conjugale ;
- Humanæ Vitæ de Paul VI (1968), sur le mariage et la régulation des naissances ;
- Centesimus annus de Jean-Paul II (1991), dont la partie n° 39 est consacrée à la famille fondée sur le mariage.

## Christianisme orthodoxe
Le mariage est aussi un sacrement dans l'Église orthodoxe.
Même si elle considère que le mariage unique reste la norme, l’Église orthodoxe accepte qu’un couple marié religieusement soit amené à divorcer. « Quiconque répudie sa femme, si ce n’est pour infidélité, et en épouse une autre, commet un adultère » dit le Christ. Cette parole du Christ permet à l’Eglise orthodoxe d’accepter les exceptions à l’indissolubilité du mariage. L’Église orthodoxe adopte ainsi une position plus souple que l’Église catholique : elle admet non seulement le divorce mais elle accepte aussi le remariage. Dans la religion orthodoxe, un époux divorcé a le droit de se remarier religieusement.

## Anglicanisme
L'Église anglicane célèbre deux sacrements : le baptême et l’Eucharistie, ainsi que cinq autres « petits sacrements » ou rites sacramentaux : la confirmation, le mariage, l’onction des malades, la confession et l’ordination sacerdotale,.
Dans l'Église anglicane, le mariage n'est donc pas un « sacrement » à part entière, mais un « rite sacramental ». Seuls le baptême et l'Eucharistie sont considérés comme des sacrements.